# Sinnamon Love
Sinnamon Love (Flint, 31 dicembre 1973) è un'ex attrice pornografica statunitense; è stata inserita nel 2009 nella Urban X Hall of Fame e nel 2011 nella AVN Hall of Fame.

## Biografia
Sinnamon Love è cresciuta a Flint, in Michigan, dove ha frequentato una scuola privata fino ai 16 anni quando si è trasferita a Los Angeles.
Ha iniziato a girare film per adulti alla metà degli anni '90, girando oltre 350 scene e ne ha diretta una, My Black Ass 4 che ha ottenuto la nomination agli AVN 2001 come miglior film a tema etnico e migliore scena anale. Nel 1995 è apparsa al Jerry Springer Show e nel 2003 sulla copertina del primo numero della rivista di pornografica Fish 'N Grits con la star di hip hop Redman.
È stata inserita nel 2009 nella Hall of Fame degli Urban X e da 2011 degli AVN Awards.

## Vita privata
Mentre frequentava il collega a Santa Monica, si è sposata e ha avuto due figli. Successivamente, ha divorziato.

## Riconoscimenti
- AVN Awards
  - 2011 – Hall of Fame[8]